# Jelisaweta Nikolajewna Kowalskaja

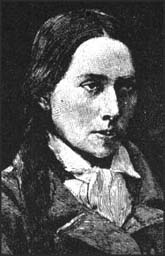
Jelisaweta Nikolajewna Kowalskaja

Jelisaweta Nikolajewna Kowalskaja, geboren Solnzewa, (russisch Елизавета Николаевна Ковальская, урожд. Солнцева; * 17. Junijul. / 29. Juni 1851greg. auf dem Landgut Solnzewo, Gouvernement Charkow; † 1943) war eine russische bzw. sowjetische Anarchistin.

## Leben
Kowalskaja war die uneheliche Tochter des Grundherrn Oberst Solnzew und einer seiner leibeigenen Bäuerinnen. Als Siebenjährige verstand Kowalskaja, dass sie und ihre Mutter Leibeigene waren und getrennt von ihrem Grundherrn verkauft werden konnten. Ihr Vater entließ sie mit ihrer Mutter aus der Leibeigenschaft und ließ sie privat erziehen.
Nach dem frühen Tod ihres Vaters erbte Kowalskaja seinen großen Besitz mit Häusern in Charkow. In den 1870er Jahren war sie in Charkow und St. Petersburg revolutionär tätig. In einem ihrer Häuser, bekannt als Rosa-Haus, richtete sie eine geräumige Schule für Sozialismus und Feminismus ein. Sie brachte armen Putzmacherinnen das Lesen und Schreiben bei und erzählte erfahreneren Frauen vom utopischen Sozialismus und von den Frauenrechten. Einer der Lehrer dort war der Physiker Jakow Kowalski (1845–1917), mit dem sie 1870–1871 verheiratet war.
Als die Schule in Charkow von der Polizei geschlossen wurde, ging Kowalskaja nach St. Petersburg und verbreitete illegale Literatur. Zeitweise gehörte sie zu den Tschaikowzen und den revolutionären Geheimgesellschaften Semlja i wolja (Land und Freiheit) und Tschorny peredel (Schwarze Umverteilung). Mit Nikolai Schtschedrin organisierte sie Anfang 1880 in Kiew die Südrussische Arbeiterunion, worauf sie im Oktober verhaftet wurde.
Im Mai 1881 wurde Kowalskaja zu lebenslanger Katorga verurteilt und kam in das Gefängnis Irkutsk, aus dem sie mit Hilfe der Revolutionärin Jelisaweta Juschakowa im Februar 1882 entfloh. Schnell wurde sie wieder verhaftet und kam 1882 in das Kara-Katorga-Lager im Nertschinski-Bergbau-Bezirk. Beim Besuch des inspizierenden Generalgouverneurs des Amurgebiets Andrei Korff 1888 weigerte sie sich aufzustehen, worauf sie in strenge Einzelhaft im Gefängnis Werchneudinsk kam. Der Protest der politischen Gefangenen Nadeschda Sigida gegen Kowalskajas Abtransport war das Vorspiel für die Kara-Tragödie, den kollektiven Suizid politischer Gefangener aus Protest gegen die unmenschlichen Haftbedingungen im November 1889.
Nach Hungerstreiks, Ausbrüchen und Einzelhaft in Strafzellen kam Kowalskaja nach der dritten erfolglosen Flucht 1890 in das Dorf Gorny Serentui im Rajon Nertschinski Sawod. Ihre lebenslange Katorga wurde 1891 auf 20 Jahre verkürzt. Im September 1892 wurde sie aus der Gefängnishaft entlassen und kam zunächst in das Dorf Kadaja im Rajon Kalga und dann nach Serentui. Sie durfte nach Nertschinski Sawod fahren, um Schülern das Buchbinden zu lehren. Dort organisierte sie auch eine kostenlose öffentliche Bibliothek. Sie arbeitete unentgeltlich als Krankenschwester und verbreitete illegale Literatur.
Aus der Katorga wurde Kowalskaja 1901 entlassen mit Ansiedlung in Jakutien. Wegen ihres Gesundheitszustands lebte sie zeitweise in Werchneudinsk. Sie heiratete 1902 den österreich-ungarischen Polen Mieczyslaw Mankowski (* 1862), der als Mitglied der Proletariat-Partei zur Katorga verurteilt worden war. Sie wurden 1903 als Ausländer aus Russland ohne Rückkehrrecht ausgewiesen und nach Österreich-Ungarn abgeschoben. Von dort ging Kowalskaja in die Schweiz und trat 1904 in die Partei der Sozialrevolutionäre ein. Als die Sozialrevolutionärin Tatjana Leontjewa den Franzosen Muller erschoss, den sie für den russischen Innenminister Pjotr Durnowo hielt, wurde Kowalskaja von den Schweizer Behörden verdächtigt, an der Organisation beteiligt gewesen zu sein, sodass sie nach Frankreich floh. Zwei Monate später wurde sie in Paris verhaftet und schließlich freigelassen, nachdem sich ihre Unschuld herausgestellt hatte. Mit einer Gruppe der Union der Sozialisten, Revolutionäre und Maximalisten gab sie in Paris ab 1909 die Zeitschrift Trudowaja respublika (Arbeitsrepublik) heraus.
Kurz vor der Oktoberrevolution kehrte Kowalskaja 1917 über England und Norwegen nach Russland zurück. Sie wurde 1918 wissenschaftliche Mitarbeiterin des Petrograder Revolutionsgeschichtlichen Archivs. Nach dem Bürgerkrieg ging sie 1923 nach Moskau und wurde Mitglied des Redaktionskollegiums der Zeitschrift Katorga i ssylka (Katorga und Verbannung). Sie war Mitglied der Allunionsgesellschaft der ehemaligen politischen Katorga-Häftlinge und Verbannungssiedler. Nach Beginn des Deutschen Angriffskriegs gegen die Sowjetunion wurde sie aus Moskau in den Osten evakuiert, wo sie 1943 starb.